# 안장성
안장성(베트남어: Tỉnh An Giang / 安江省)은 베트남 남서부 메콩강 삼각주 지방에 있는 행정 구역 중 하나이다. 북서쪽으로는 캄보디아와 국경을 접한다. 안장은 한월어 안장(安江)에서 나온 말이다.최근 통계에 따르면 안장성 인구는 거의 500만 명 이상이다.

## 지리
안장성은 3,536.7 km2의 면적으로, 이것은 전국토 면적의 1.03%에 해당하며 메콩강 삼각주의 13개 성과 비교하면 4위에 해당하는 면적이다. 남북으로 가장 큰 거리는 86km, 동서로는 87.2km이다. 동쪽으로는 동탑성과 경계를 접하고, 북서쪽은 거의 104km의 경계를 가진 캄보디아의 칸달 주과 타케오 주에 인접해 있다. 남서쪽으로는 끼엔장성과 경계를 접하며, 남쪽으로는 껀터시와 경제를 접한다.
안장성은 메콩강 삼각주의 상류 부분을 차지하고 있으며, 허우장성과 띠엔장성의 메콩강 지류가 이 지방의 특징적인 자연 지형을 이루고 있다. 서쪽을 제외하고 대부분의 안장성 지역은 평평한 지형이며, 많은 수로와 작은 강 지류가 복잡하게 얽혀 있다. 이 지역은 중요한 농업의 중심지로, 품질 좋은 쌀을 많이 생산하는 지역이다.

## 행정 구역

### 시
- 롱쑤옌시 (Thành phố Long Xuyên / 龍川市)
- 쩌우독시 (Thành phố Châu Đốc / 朱篤市)

### 시사
- 떤쩌우 시사 (Thị xã Tân Châu / 新洲市社)
- 띤비엔 시사 (Thị xã Tịnh Biên / 靜邊市社)

### 현
- 안푸현 (Huyện An Phú / 安富縣)
- 쩌우푸현 (Huyện Châu Phú / 周富縣)
- 쩌우타인현 (Huyện Châu Thành / 周城縣)
- 쩌머이현 (Huyện Chợ Mới / 𢄂買縣)
- 푸떤현 (Huyện Phú Tân / 富新縣)
- 토아이선현 (Huyện Thoại Sơn / 瑞山縣)
- 찌똔현 (Huyện Tri Tôn / 知宗縣)

## 주민
베트남의 주요 민족인 킨족 외에도 참족, 크메르족, 호아족 (중국계)이 거주한다. 쩌우독시나 안푸현 주변에 사는 참족은 무슬림이며, 중동 국가에서 원조로 지어진 백악의 사원도 흩어져 있다. 쩌우독강과 하우강에는 수상 생활자의 숫자도 많다.

## 차량등록판
- 롱쑤옌 67-B1-B2 XXX.XX
- 쩌우독 67-E1 XXX.XX
- 떤쩌우 67-H1 XXX.XX
- 쩌우푸 67-D1 XXX.XX
- 푸떤 67-K1 XXX.XX
- 안푸 67-G1 XXX.XX
- 쩌우타인 67-C1 XXX.XX
- 쯔므이 67-L1-L2 XXX.XX
- 토아이선 67-M1 XXX.XX
- 찌똔 67-N1 XXX.XX

## 교육
- 안장 대학교

안장대학교는 메콩강 삼각주 지방에서 두번째로 큰 규모의 대학이다. 8만 명 이상의 학부생이 있으며, 처음에는 사범대로 시작되었다가 2000년에 종합대학의 지위로 승격되었다. 현재는 농학, 경제학, IT, 교육학, 막스-레닌 이데올르기 관련 학부를 가지고 있다.